# Philippe Capdenat
Philippe Capdenat, né le 17 juillet 1934 à Bordeaux et mort le 2 mai 2025 à Paris, est un compositeur et professeur français.

## Biographie
Né à Bordeaux, Capdenat a pris durant sa jeunesse des cours de piano et a dirigé la Chorale des Jeunes de Bordeaux. De 1954 à 1958, il étudie à l’École Nationale Supérieure des Mines de Saint-Étienne et prend des leçons de piano et de composition au conservatoire. Après son service militaire en Algérie, il travaille de 1960 à 1967 comme ingénieur à Paris tout en étudiant, en parallèle, la composition avec Max Deutsch.
Dans le même temps, il dirige la Chorale Jéricho et l'Orchestre de Chambre Philippe Capdenat. En 1967 il effectue une tournée au Danemark à la tête de l'orchestre radiophonique d'Odense. En 1968–69 il collabore avec Maurice Béjart à Bruxelles sur le ballet Je fus cet enfant-là. De 1981 à 1991 il enseigne à la Sorbonne, à l'Université de Lyon et à l'Université de Tours.
En 1992, Capdenat a été nommé professeur d'analyse musicale et de composition à l'École Nationale de Musique et de Danse de Montreuil. De 1995 à 2001 il est directeur du département de musique contemporaine au conservatoire à rayonnement communal du 9e arrondissement de Paris. Il a notamment eu comme élève, les compositeurs suivants : Malin Bång, Youri Bessieres, François-Eudes Chanfrault, Bernhard Elsner, Matthieu Ferrandez, Mansoor Hosseini, Seiko Kawasaki, Ludovic Laurent-Testoris, Olivier Penard, Olivier Pigott.
Il est, de 2001 à 2010, président de l’association pour la promotion de la musique contemporaine Opus Open.
En 1990 il reçoit le prix des compositeurs de la SACEM et en 1996 le prix de l’Académie des Beaux-Arts.

## Œuvres
- Prélude & fugue pour orgue Op.0 (1956)
- Irradiations pour neuf cordes Op.1 (1964)
- Batteriespour piano Op.2 (1967)
- Concerto italien pour piano, célesta, orgue électrique, chœur et orchestre Op.3 (1970)
- Haute surveillance (1970)
- Pentacle, Op.5 (1971)
- Note d'espace, Op.6 (1972)
- Chrysos, (1972)
- Wahazzin, Op.4 (1972)
- Croce e delizia, Op.7 (1973)
- Symphonèmes pour orchestre Op.8 (1973)
- Lysis, (1973)
- Stimuli, Op.9 (1974)
- Rituale per Cenci, Op.10 (1974)
- Tahar, Op.11 (1975)
- Cérémonie secrète (1975)
- Opéra solo (1975)
- Le silence de l'oiseau de la paix, Op.12 (1975)
- Sonata di continuo, Op.14 (1978)
- Cassation, Op.15 (1979)
- Simple-Double-Triple, Op.16 (1980)
- I Cenci, Op.13 (1981)
- Sinfonia sui Cenci, Op.17 (1981)
- Palindrome I, Op.18 (1980)
- Palindrome II, Op.19 (1981)
- Palindrome III, Op.20 (1981)
- Palindrome en Chaconne I, Op.21 (1982)
- Palindrome en Chaconne II, Op.22 (1983)
- Palindrome en Chaconne III, Op.23 (1983)
- Nadira, Op.24 (1983)
- Batteries II, Op.25 (1984)
- Erta a tre, Op.26 (1984)
- Pantoum, Op.27 (1983)
- Palindrome en Chaconne IV, Op.28 (1988)
- Palindrome en Chaconne VI, Op.29 (1986)
- Serenata, Op.30 (1985)
- Six études en variations, Op.31 (1986)
- Sébastien en martyr, Op.32 (1986)
- Le Sébastien de Mantegna, Op.32b (1986)
- Flèche de tout bois, Op.33 (1989)
- Sérénade, Op.34 (1986)
- Le assonanze, Trio pour Ondes Martenot, clavier et percussions Op.35 (1987)
- Sade, Op.36 (1989)
- Pyramis, Op.37 (1991)
- Sur le nom de Sade, Op.38 (1991)
- Badinerie, Op.39 (1991)
- Le chasseur égaré, Op.40 (1993)
- Requiem, Op.41 (1993)
- Le sirop d'Eros, Op.42 (1993)
- Le sirop d'Eros, Op.42b (1998)
- Air dodécatonique, Op.44 (1993)
- Va-t'en, go!, Op.45 (1996)
- Galatée, Op.46 (1999)
- Après une lecture de Pétrarque, Op.47 (1999)
- Prose brisée, Op.47a (1998)
- Sonnet CCLXXIX de Pétrarque, Op.48 (1999)
- Vocalise sur les onomatopées, Op.48a (1999)
- Sarabande, Op.49 (1999)
- Le condamné à mort, Op.52 (2000)
- Palindrome en Chaconne V, Op.43 (2001)
- Alerte, Op.50 (2000)
- Fanfare, Op.51 (2000)
- ...après une lecture de Pétrarque, Op.54 (2003)
- Maris Stella, Op. 55 (2003)
- Trois danses, Op.56 (2004)
- 2e quatuor à cordes ("le condamné à mort"), Op.57 (2005)